# Relaciones España-Nigeria
Las Relaciones España-Nigeria son las relaciones internacionales entre estos dos países. 

## Relaciones diplomáticas
Las relaciones políticas bilaterales son calificadas como excelentes por ambas partes. España considera a la región de África Occidental como prioritaria para su política exterior y reconoce la posición de relevancia que ocupa Nigeria en el zona.
Un reflejo de las fluidas relaciones bilaterales lo constituyen los numerosos intercambios recíprocos de candidaturas entre España y Nigeria en diferentes foros internacionales. La cooperación en el ámbito policial resulta especialmente satisfactoria para ambas partes, que colaboran de forma muy fluida en la lucha contra la inmigración ilegal, manteniendo encuentros en la materia y numerosos intercambios, como la participación en diversos seminarios y conferencias en España por parte de expertos del Servicio Nigeriano de Inmigración (NIS, en sus señas en inglés) y de la Agencia Nacional para la lucha contra el Tráfico de Personas (NAPTIP).
Desde el punto de vista militar, es destacable que en el marco del Plan África y del Plan de Diplomacia de Defensa, entre 2011 y el primer semestre de 2012 tres patrulleras de la Armada española visitaron Nigeria (y otros países de la zona), para realizar operaciones militares conjuntas y participar en actividades de formación y de capacitación del personal de las marinas locales.
En el campo cultural, España ha ganado visibilidad gracias a la organización anual por parte de la Embajada de la Semana Cultural Española, que celebró en octubre de 2015 su 10.ª edición. Este evento permite estrechar relaciones con Nigeria, más concretamente con el Ministerio de Turismo, Cultura y Orientación Nacional así como con las distintas instituciones culturales que dependen de dicho Ministerio, a la vez que promueve jóvenes talentos tanto locales como españoles.
Se ha constatado asimismo un gran interés por parte de las empresas españolas que operan en el país, así como de empresas locales, en patrocinar
esta actividad.
Por otra parte, existen lazos ya consolidados con los representantes de la industria cinematográfica nigeriana, segunda mundial en volumen de producción, y con distintas editoriales locales. En los últimos 2-3 años, el mundo de la fotografía ha ganado importancia en el país, campo en el que España también colabora.
Pese a no haber lectorado de español en ninguna universidad nigeriana existen algunas academias que enseñan el idioma. En 2014 la Embajada de España en Abuya fue reconocida como centro asociado para la realización de exámenes DELE, llevándose a cabo una primera convocatoria de los niveles B1 y B2 el 22 de noviembre de 2014.

## Relaciones económicas

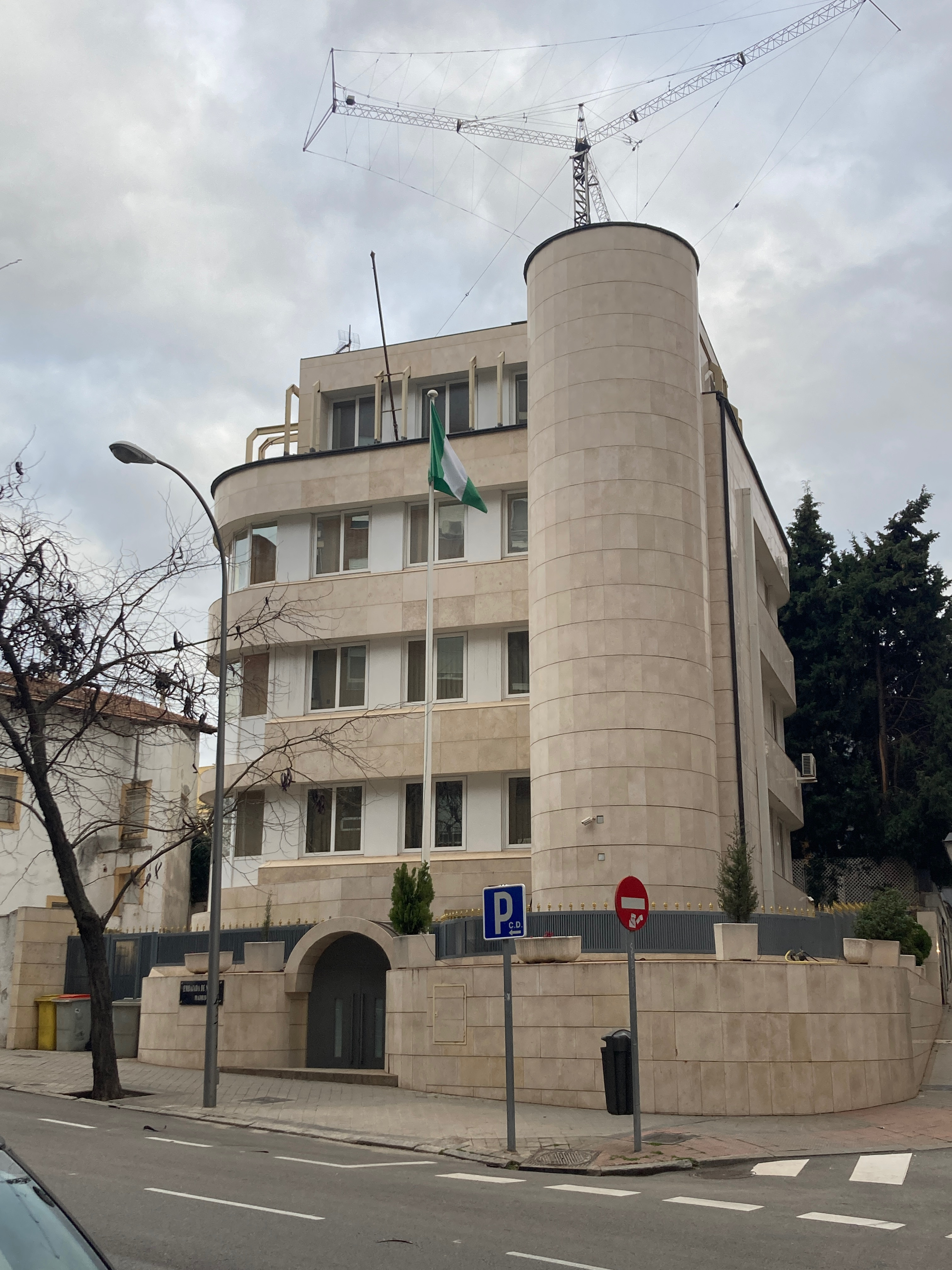
Embajada de Nigeria en Madrid

### Marco institucional
En 2006, el Secretario de Estado de Turismo y Comercio realizó una visita a Nigeria, acompañado de empresarios, con el fin de apoyar los intereses de las empresas españolas que quieren realizar inversiones en el país. Así, se firmó un Memorándum de Entendimiento de Cooperación Económica entre el ministro de Comercio nigeriano y el Secretario de Estado en presencia del presidente Obasanjo, con los objetivos de intercambiar información acerca de posibilidades de inversión, adquirir compromisos para revisar y, en su caso, suprimir las medidas que dificulten los intercambios comerciales y la inversión, y explorar nuevos campos a fin de diversificar la inversión española.
Desde 2006 está en vigor el Acuerdo de Protección y Promoción Recíproca de Inversiones (APPRI). Entre sus aspectos más destacables está el establecimiento de un procedimiento de arbitraje en caso de conflicto. En 2009, en el curso de la visita del Presidente del Gobierno de España, acompañado igualmente de numerosos empresarios, se firmó el Convenio para Evitar la Doble Imposición.

### Intercambios comerciales
España es uno de los mejores clientes de Nigeria gracias a las importaciones de crudo. En 2014 fue el segundo mejor cliente por la compra de 6.500 millones de euros de petróleo y gas. El petróleo supone el 76,2% de las importaciones españolas de Nigeria y el Gas Natural otro 22%.
Respecto de las exportaciones, aunque se ha registrado un aumento muy considerable en los últimos años, desde los 185 millones de € en 2007 a los 342 millones de € en 2011, la cuota de mercado de España es pequeña. No obstante, en algunos sectores, la cuota de mercado española es alta, como productos cerámicos (21,2%), bebidas (12,5%), aparatos mecánicos (6,9%) o materias colorantes y pintura (5,5%).
Las exportaciones presentan una mayor diversificación, aunque un 40% vienen referidas a productos derivados del petróleo. Otras exportaciones relevantes son plásticos, maquinaria, productos cerámicos, tubos para gaseoductos, pescado congelado, papel, accesorios de automóvil y productos farmacéuticos. Debido a las fuertes importaciones de petróleo, tradicionalmente la balanza comercial es muy deficitaria para España y la tasa de cobertura suele estar en el 7%.

### Oportunidades de negocio para la empresa española
Nigeria presenta buenas oportunidades de negocio por su importante potencial de crecimiento, su inmenso mercado de 170 millones de personas, y las carencias enormes en infraestructuras, productos manufacturados y servicios. No obstante, la inseguridad tanto física como jurídica, los costes de instalación por los enormes gastos en electricidad, así como las trabas arancelarias y el proteccionismo, deben considerarse con atención ante cualquier proyecto comercial y de inversión.
Para el exportador español, revisten interés los sectores de la construcción, tanto en materias primas (sobre todo, productos cerámicos) como equipos de construcción, bienes de equipo en general, manufacturas de plástico, productos farmacéuticos, bebidas no alcohólicas y vino, así como productos de alimentación. Para el inversor, son interesantes los sectores del petróleo y del gas, el energético y el de telecomunicaciones, en los que se presentan oportunidades a raíz del proceso privatizador. El sector agrícola va a recibir un impulso en los próximos años. Igualmente, existen oportunidades en el sector de los materiales de construcción, en la industria procesadora de alimentos, en las manufacturas de cuero y en las franquicias de moda.

## Cooperación
En el ámbito de la ayuda al desarrollo Nigeria no es país prioritario para la cooperación española. Sin embargo, sí lo es la CEDEAO, y a través de la cooperación con esta organización regional se financian varios proyectos en Nigeria en sectores como la agricultura, las energías renovables, las infraestructuras, así como en emigración y desarrollo. España ha desembolsado desde 2009 a la CEDEAO 150 millones de euros.

## Misiones diplomáticas
- España tiene una embajada en Abuya.[6]
- Nigeria tiene una embajada en Madrid.[7]